# Мухина-Петринская, Валентина Михайловна
Валентина Михайловна Мухина-Петринская, (7 февраля 1909 — 5 июня 1993) — советская детская писательница, прозаик, представитель направления романтического реализма. Герои, действующие в книгах писательницы, — честные и справедливые романтики, непримиримые к проявлениям лицемерия, лжи и подлости, целеустремленно следуют к постижению тайн науки и природы.

## Биография
Мухина-Петринская родилась 7 февраля 1909 года в городе Камышин Саратовской губернии, в семье рабочего сталелитейного завода.
Её отец с 12 лет начал трудовую деятельность, в 1918 году он вступил в партию большевиков, затем ушёл на гражданскую войну добровольцем.
Печатное слово высоко ценилось в семье. Дети рано приобщались к чтению. Это помогло Валентине Михайловне с выбором призвания, проявило интерес к литературному творчеству. В семейных архивах сохранился первый рассказ будущей писательницы о беспризорном мальчике, написанный в подражание Чарльзу Диккенсу. Позже Валентина Михайловна сочиняет пьесы для школьного театра.
После окончания школы Валентина Михайловна поступила на исторический факультет, но вуз окончен не был: в связи с болезнью отца семья испытывала финансовые трудности.
Будущая профессиональная писательница, в начале трудовой деятельности Мухина-Петринская сменила множество профессий: маляр, грузчик, метеоролог, прессовщица и даже препаратор в Институте гигиены и профпатологии. Трудовая география обширна — от Крыма до казахских степей. Работала преподавателем математики, физики, русского языка.
4 октября 1937 года по доносу, она вместе с группой саратовских писателей была арестована и осуждена на 10 лет тюремного заключения. Ее судили по сфабрикованному «делу писателей» вместе с Иосифом Кассилем, младшим братом Льва Кассиля. Далее последовало отбывание наказания в лагерях ГУЛАГа и последующий запрет на проживание в крупных городах.
Освободили Мухину-Петринскую 1 июня 1946 года. А полной реабилитации пришлось ждать до 1954 года.
В 1957 или 1958 году тогдашний редактор журнала «Новый мир», Александр Твардовский, просил В. М. Мухину-Петринскую написать рассказы о лагере, на что она ответила категорическим отказом: «…а писать на эту тему меня не манит. Может быть, когда-нибудь на старости лет я и напишу, если доживу. А сейчас я хочу писать то, что пишу». Указанные воспоминания о лагерях являются частью книги «На ладони судьбы», которая была издана в 1990 году.
Дальнейшая (с 1958 года) творческая деятельность неразрывно связана с Саратовом. Валентина Михайловна стала внештатным корреспондентом «Литературной газеты», заключила договор с издательством «Советская Россия»
Осенью 1958 года на отдыхе в Ялте Валентина Михайловна встретила Константина Паустовского, который сказал писательнице: «Со времён Александра Грина вы первый настоящий романтик… Вы детский писатель милостью божьей».
Константин Георгиевич Паустовский составил ей протекцию в издательстве «Детгиз».
Мухина-Петринская — член Союза писателей с 1959 года, лауреат Всероссийских литературных конкурсов на лучшую книгу для детей и юношества в 1967 и 1975 годах.
Однако в начале 60-х годов XX столетия на Валентину Михайловну неоднократно обрушивалась волна критики, книги высмеивались.
Валентина Михайловна работала вплоть до своей смерти в 1993 году.
6 июня 1993 года областная газета «Саратовские вести» опубликовала некролог и статью о творчестве писательницы. Валентину Михайловну Мухину-Петринскую похоронили у центрального входа на городском кладбище, близ посёлка Елшанка.

## Творчество
Стремление к творчеству, к литературе рано осознается будущей писательницей как призвание, как дело всей жизни. Мать сохранила первый рассказ Валентины Михайловны — повествование о беспризорном мальчике, написанное под влиянием Диккенса. В школьные годы Валентина Михайловна сочиняет пьесы, даже организует детский театр.
Первые публикации Валентины Михайловны относятся к тридцатым годам, но затем наступил вынужденный перерыв в работе, и по-настоящему её творческие возможности раскрылись в 1960—1990-х годах. Писательница словно старалась наверстать упущенное, работая исключительно много и плодотворно вплоть до своей смерти в 1993 году.
- Побеждённое прошлое (1935)
- Тринадцать дней (1936)
- Под багровым небом (1937)
- Если есть верный друг (1958)
- Гавриш из Катарей (1960)
- Смотрящие вперёд (1961)
- Обсерватория в дюнах (1963)
- Плато доктора Черкасова (1964)
- Когда я была маленькой (1965)
- Король трассы (1965)
- На Вечном пороге (1965)
- Корабли Санди (1966)
- Встреча с неведомым (1969)
- Путешествие вокруг вулкана (1969)
- Океан и кораблик (1976)
- Утро. Ветер. Дороги (1978)
- Планета Харис (1984)
- Позывные Зурбагана (1986)
- На ладони судьбы (1990)